# Mitsubishi 1MF
Il Mitsubishi 1MF, o secondo le convenzioni di designazione della marina imperiale caccia navale della Marina Tipo 10 (一〇式艦上戦闘機?), era un caccia imbarcato biplano prodotto dall'azienda giapponese Mitsubishi negli anni venti ed impiegato dalla Dai-Nippon Teikoku Kaigun Kōkū Hombu, il servizio aeronautico della Marina imperiale giapponese.

## Storia del Progetto

### Contesto
Dopo che la Marina Imperiale ebbe le prime e positive esperienze nell'utilizzo dell'aviazione navale durante la prima guerra mondiale con la nave appoggio idrovolanti Wakamiya, al termine del conflitto decise di avviare la costruzione di due navi portaerei, allora ufficialmente classificate come "unità deposito per aerei", la Hōshō e la Shōkaku. Delle due solo la prima venne poi costruita, impostata nel dicembre 1919 ed ultimata tre anni più tardi, nel dicembre 1922, mentre, a causa delle limitazioni in accordo al Trattato navale di Washington del 1922 e firmate anche dal governo giapponese, la seconda venne tolta dai programmi per consentire la costruzione delle portaerei Akagi e Kaga. Per l'entrata in linea dell'1MF le portaerei giapponesi vennero dotate di un antenato del moderno VASI che, tramite 3 colori differenti (rosso, bianco, verde), informava il pilotea circa il corretto angolo di discesa per l'atterraggio.
Per equipaggiare la Shōkaku, nel 1921 la Marina Imperiale interpellò la Mitsubishi richiedendo la fornitura di tre modelli, un aereo da caccia, un aereo da ricognizione ed un aerosilurante.

### Sviluppo
La Mitsubishi, che non aveva esperienza nella progettazione aeronautica, richiese la collaborazione di un gruppo di lavoro proveniente dalla britannica Sopwith Aviation Company ed affidò i progetti all'ingegner Herbert Smith ed ai sette membri del suo staff. L'idea era semplice quanto complessa da realizzare. L'1MF sarebbe stato infatti il primo aereo al mondo ad essere specificatamente progettato per l'uso imbarcato. Il primo prototipo volò per la prima volta nell'ottobre del 1921. Nel mese successivo, la Marina Imperiale Giapponese favorevolmente impressionata dai test diede l'autorizzazione alla produzione. Il primo atterraggio con conseguente decollo avvenne il 28 febbraio 1923 sulla portaerei Hōshō. Il pilota era William Jordan che faceva parte dello staff di Herbert Smith. Poco dopo un mese il pilota Shunichi Kira divenne il primo pilota giapponese ad atterrare su una portaerei.
Il numero 10, presente nella designazione giapponese, è in onore del 10º anniversario dell'Impero dell'imperatore Taisho caduto proprio nel 1921

## Tecnica
Descrizione estratta dal sito Уголок неба

### Cellula
L'1MF era un biplano in legno e le cui ali erano rivestite di tessuto. Il carrello era di tipo a triciclo anteriore. Per poter atterrare sulle portaerei l'1MF è stato dotato di particolari artigli montati sui perni delle ruote. Durante l'atterraggio particolari cavi stesi sul ponte delle portaerei servivano a fermare l'aereo affinché non cadesse in mare.

### Motore
L'1MF era motorizzato con un Hispano Suiza V8 (prodotto su licenza da Mitsubishi come Type Hi) da 300 cavalli raffreddato ad acqua. Il radiatore era di tipo a nido d'ape ed era posizionato di fronte al motore. Nel 1923 il radiatore a nido d'ape venne sostituito da due radiatori Lamblin (sempre prodotti su licenza dalla Mitsubishi). I due radiatori Lamblin erano posizionati tra le due ruote del carrello d'atterraggio e offrivano un maggior rendimento.

### Sistemi d'arma
L'1MF era equipaggiato con due mitragliatrici da 7,7 mm. La versione da aerosilurante era equipaggiata con un siluro.

## Impiego operativo
L'1MF ha trovato impiego solo nella Marina Imperiale Giapponese come aereo imbarcato. L'1MF si rivelò particolarmente affidabile e sicuro anche se a causa dello scarso armamento non poteva reggere il confronto con un altro caccia della stessa epoca. Dopo 7 anni di servizio e 138 esemplari prodotti, nel 1930 l'1MF viene ritirato dal servizio e sostituito dal caccia Nakajima A1N.

## Versioni
Elenco estratto dal sito Virtual Aircraft Museum

### 1MF1
Prototipo. Due esemplari costruiti. La fusoliera era dipinta di verde mentre la cappottatura del motore non era stata pitturata

### 1MF2
Radiatore sostituto con due radiatori di tipo Lamblin. Utilizzato fino al 1926

### 1MF3
Sezione di coda ridisegnata e migliorie all'impianto di scarico del motore

### 1MF4
Versione con qualche piccola modifica all'aerodinamica e miglior bilanciamento del peso

### 1MF5
Versione finale. Disponibile anche in versione da addestramento. Tra le principali novità, un nuovo alettone posizionato tra le due ali e la possibilità di sganciare il carrello in volo in caso di ammaraggio

## Utilizzatori
Giappone
- Dai-Nippon Teikoku Kaigun Kōkū Hombu